# Грб Данске
Грб Данске је званични хералдички симбол државе Краљевине Данске. Државни грб се састоји од три плава лава на златном штиту. Готово је идентичан грбу Естоније, а разлог потиче из доба краља Валдемара II и данске владавине над Естонијом 1219. - 1346. Главна разлика између ова два грба је у томе што код данског грба лавови носе круну.